# 천현우
천현우(1977년 ~ )는 대한민국의 기자이다.

## 학력
- 서울대학교 사회학과 (1996학번 / 학사)

## 경력
CJ헬로비전, OBS경인TV 경력기자 출신으로 MBC에는 2012년에 입사했으며, 2017년 6월 17일부터 동년 12월 3일까지 주말 MBC 뉴스데스크의 앵커를 맡았다.
2017년 공영방송 총파업 이후에는 사실상 일선에서 배제되어 주말뉴스부에서 근무하다가, 2023년 9월에서야 전국부 기자로 복귀하여 다시금 취재를 시작했으며 2024년 9월에서는 국제부 기자로 옮겼다.

## 출연 방송
- 《OBS 뉴스 755》 토요일 진행(2010년 1월 2일 ~ 2011년 1월 2일)
- 《MBC 뉴스데스크》 주말 진행(2017년 6월 17일 ~ 2017년 12월 3일)